# Arne Eggen
Pour les articles homonymes, voir Eggen.
Arne Eggen est un organiste et compositeur norvégien, né le 28 août 1881 à Trondheim et mort le 26 octobre 1955 à Bærum, près d'Oslo. 

## Biographie
Arne Eggen naît le 28 août 1881 à Trondheim,.
Il étudie la musique au conservatoire d'Oslo, notamment avec Catharinus Elling et Peter Brynie Lindeman, puis à Leipzig auprès de Stephan Krehl (composition musicale) et Karl Straube (orgue),.
Comme interprète, il effectue des tournées en Norvège et en Suède ponctuées de plusieurs récitals, est organiste à Drammen (de 1908 à 1924) puis dans les environs d'Oslo, en particulier à l'église Bryn og Tanum de Vestre Bærum jusqu'à sa mort.
Entre 1927 et 1945, il est président de la Société des compositeurs norvégiens, ainsi que président de la Société des droits d'auteur Tono entre 1928 et 1930. En 1934, il reçoit du gouvernement norvégien une pension à vie pour ses réalisations dans le domaine artistique.
Stylistiquement, l’œuvre comme compositeur d'Arne Eggen prolonge la tradition romantique d'Edvard Grieg et est fortement influencée par le folklore norvégien.
Il meurt le 26 octobre 1955 à Bærum,. Il est le frère du folkloriste et musicologue Erik Eggen,.    

## Œuvres
Parmi ses compositions, figurent :
- deux opéras :
  - Olav Liljekrans (1931-1940), d'après Ibsen, créé à Oslo en 1940
  - Cymbelin (1943-1948), d'après Shakespeare, créé à Oslo en 1951
- une symphonie : Symphonie en sol (Oslo, 1920)

- un oratorio, Kong Olav (1930)
- Liti Kjersti (1915), mélodrame[3]
- Chaconne pour orgue (1917)
- deux sonates pour violon et piano
- nombreuses mélodies
- des œuvres chorales